# Ghostzilla
Ghostzilla — це веб-браузер із відкритим кодом для Microsoft Windows, що базується на Mozilla Application Suite 1.0.1. Він запускав браузер у віконному просторі іншої програми (наприклад, у Microsoft Outlook), де потім сторінка виглядала як вміст електронного листа. При переміщенні курсору з вікна браузер згодом зникав.

## Історія
Спочатку Ghostzilla була запущена як умовно-безкоштовний проєкт за ціною 19,95 доларів США. Потім проєкт став безкоштовним, а пізніше став відкритим кодом. </link> З травня 2004 року до січня 2005 року проєкт був видалений з загального перегляду через претензію щодо авторських прав від Mozilla. Пізніше він повернувся з кодом, безпосередньо отриманим із відкритого коду Mozilla, за винятком основної власної бібліотеки, яка використовується для створення мінімальних сторінок і ненасичених кольорів. Він також прийшов із попередженнями про можливість неправильного використання. У лютому 2007 року сайт було видалено.
У березні 2006 року користувачі Firefox мали можливість встановити безкоштовний додаток під назвою Ghostfox, який мав на меті імітувати поведінку Ghostzilla у Firefox, хоча з червня 2010 року це розширення було несумісне з Firefox 3.5. Проєкт з відкритим вихідним кодом InstaBrowser з'явився в липні 2007 року, імітуючи ідеї Ghostzilla. До вересня 2009 року цей проєкт було перейменовано в Ninja Browser, але він знову проіснував недовго.

## Особливості
--"Tech Heads", Daily Record (2002)
Ghostzilla — це браузер, який можна використовувати безпосередньо з компакт-диска або USB-накопичувача. Ghostzilla змінює макет веб-сторінок залежно від уподобань користувача, розділених на 6 різних «прихованих режимів»:
- Як простий текст (без CSS, реклами чи спливаючих вікон).[14]
- Зображення приховані або виділені сірим кольором.

Користувачі можуть змінити свої налаштування, щоб панель навігації вимкнулася. Якщо курсор розміщено за межами вікна Ghostzilla, Ghostzilla ховається, і її можна знову переглянути жестом миші.